# Orazio Albani
Orazio Albani (Urbino, 1576 - Roma, 1653) foi o primeiro embaixador do Ducado de Urbino a Roma e mais tarde senador romano de 1633 a 1645, nomeado pelo Papa Urbano VIII.